# La boda de Rosa
La boda de Rosa és una pel·lícula espanyola dirigida en 2020 per Icíar Bollaín i protagonitzada per la intèrpret Candela Peña. Es va estrenar al Festival de Màlaga i aborda la necessitat de reconciliar-se amb un mateix per a aconseguir la felicitat

## Sinopsi
Amb gairebé 45, Rosa compagina el seu treball com a modista per al cinema amb el treball que suposa ajudar a la seva demandant família. Desesperada, Rosa es veu impulsada a prendre la sobtada decisió d'abandonar tot i centrar-se en si mateixa, segellant-ho casant-se sola.
Però no tot és tan fàcil com ella pretén, i haurà de superar al seu pare, germans i filla si vol unir-se amb si mateixa en matrimoni i començar a viure la seva vida.

## Personatges
- Candela Peña com Rosa
- Sergi López com Armando
- Nathalie Poza com Violeta
- Paula Usero comoLidia
- Ramón Barea com Antonio

## Idea Original
La idea original és d’Icíar Bollaín. Sorgeix quan descobreix que a Àsia s'estan duent a terme noces en solitari, de dones que es casen amb si mateixes. Aquestes noces sorgeixen per la pressió social a la qual les dones de la societat oriental són sotmeses per a casar-se. Icíar comença la recerca amb Alicia Luna, la co-directora, i descobreixen la mateixa idea a Occident, amb un matís diferent. Aquí les dones es casen com a compromís amb si mateixes.
La línia argumental de la pel·lícula sorgeix entorn d'aquesta idea del respecte propi i el perill de descurar-se a un mateix. Volen reforçar que la construcció de la felicitat té base en un mateix i no en un tercer.

## Temes
La pel·lícula tracta nombrosos temes. La història parla sobre l'amor propi, però també sobre la humanitat, sobre la humilitat i sobre les relacions familiars, sobre la maternitat i la criança.
A més, parla de l'emancipació femenina i la subordinació al treball de cures.

## Producció

### Rodatge
El rodatge s'inicia el 19 d'agost de 2019 i finalitza el 30 de setembre de 2019. Distribueixen 36 dies de rodatge amb totes les seves localitzacions situades en la Comunitat Valenciana, repartides entre València, Benicàssim, Alcàsser, Picassent, Catarroja, Silla i Paterna. Roden 25 dies a València i 11 a Benicàssim, a Castelló.
Trien València com a ubicació perquè busquen un to acolorit, alegre i càlid. Per això part del rodatge es va fer en català.

### Banda sonora
La cançó principal és "Que no, que no", composta expressament per a la pel·lícula per Rozalén i La Sonora Santanera.
La pel·lícula es recolza en la interpretació de Candela Peña per dirigir la trama, llevant pes d'aquesta manera a la música. A excepció d'una composició de cello i acordió que es repeteix durant tres moments clau del relat, en moment de cerca de llibertat de la protagonista, el film no compta amb un tema central que estructuri la banda sonora.
Aquesta elecció, realitzada de manera conscient i que pretén realçar la projecció dels sentiments de la protagonista, no generar-los, es posa especialment de manifest en la seva obtenció d'independència i llibertat. En aquest moment, i a partir d'ell, no hi ha música en les seqüències, ja que Rosa no la necessita per a amagar-se.

## Recepció
A més de la seva presentació en el Festival de Màlaga, la pel·lícula va ser emesa en diversos festivals.
Es va programar en la Spanish Cinema durant la 65 edició de la Setmana Internacional de Cinema de Valladolid (2020), que conjumina produccions espanyoles recentment estrenades. En aquesta ocasió, va ser possible el seu visionat al costat d'altres 11 llargmetratges.
També es va visionar en el Festival de Cinema d'Alcalá de Henares (2020), en la secció Alcine Paralelo i a Made In Spain, durante la muestra internacional de largometrajes del Festival Internacional de Cine de San Sebastián (2020).
La pel·lícula ha rebut una acceptació general per part de la crítica, comptant amb un 6.6/10 en FilmAffinity y un 6.4/10 en IMDb, a més de nombroses nominacions a certàmens.

## Premis
| Premi                                                | Categoria                                          | Receptor(és)                                 | Resultat   |
| ---------------------------------------------------- | -------------------------------------------------- | -------------------------------------------- | ---------- |
| Festival de Màlaga (2020)                            | Premi del Jurat                                    | Icíar Bollaín                                | Guanyadora |
| Festival de Màlaga (2020)                            | Bisnaga de Plata a la Millor Actriu de Repartiment | Nathalie Poza                                | Guanyadora |
| Premis de l'Audiovisual Valencià (2020)              | Millor Direcció                                    | Icíar Bollaín                                | Guanyadora |
| Premis de l'Audiovisual Valencià (2020)              | Millor Llargmetratge                               |                                              | Nominat    |
| Premis de l'Audiovisual Valencià (2020)              | Millor Actriu Protagonista                         | Candela Peña                                 | Nominada   |
| Premis de l'Audiovisual Valencià (2020)              | Millor Actor de Repartiment                        | Sergi López                                  | Nominat    |
| Premis de l'Audiovisual Valencià (2020)              | Millor Actriu de Repartiment                       | Nathalie Gorg                                | Nominada   |
| Premis de l'Audiovisual Valencià (2020)              | Millor Guió                                        | Icíar Bollaín i Alicia Lunas                 | Nominada   |
| Premis de l'Audiovisual Valencià (2020)              | Millor Vestuari                                    | Giovanna Ribes                               | Nominada   |
| Premis de l'Audiovisual Valencià (2020)              | Millor Maquillatge i Perruqueria                   | Amparo Sánchez                               | Nominada   |
| Premis de l'Audiovisual Valencià (2020)              | Millor Música Original                             | Vanessa Garde                                | Nominada   |
| Premis de l'Audiovisual Valencià (2020)              | Millor Direcció de Producció                       | Cristian Guijarro                            | Guanyadora |
| Premis de l'Audiovisual Valencià (2020)              | Millor Muntatge i Postproducció                    | Nacho Ruiz Capillas                          | Nominat    |
| Premis de l'Audiovisual Valencià (2020)              | Millor Direcció de Fotografia i Postproducció      | Sergi Gallardo i Beatriz Sastre              | Nominat    |
| XXVI Premis Cinematogràfics José María Forqué (2021) | Llargmetratges de Ficció i/o Animació              | La boda de Rosa                              | Nominada   |
| XXVI Premis Cinematogràfics José María Forqué (2021) | Interpretació femenina                             | Candela Peña                                 | Nominada   |
| XXVI Premis Cinematogràfics José María Forqué (2021) | Cinema i Educació en Valors                        | La bodas de Rosa                             | Nominada   |
| Premis Feroz (2021)                                  | Millor pel·lícula de comèdia                       | La boda de Rosa                              | Guanyador  |
| Premis Feroz (2021)                                  | Millor direcció                                    | Icíar Bollaín                                | Nominat    |
| Premis Feroz (2021)                                  | Millor guió                                        | Icíar Bollaín i Alicia Luna                  | Nominat    |
| Premis Feroz (2021)                                  | Millor actriu protagonista                         | Candela Peña                                 | Nominat    |
| Premis Feroz (2021)                                  | Millor actor de repartiment                        | Sergi López                                  | Nominat    |
| Premis Feroz (2021)                                  | Millor actor de repartiment                        | Ramón Barea                                  | Nominat    |
| Premis Feroz (2021)                                  | Millor actriu de repartiment                       | Nathalie Poza                                | Nominat    |
| Premis Feroz (2021)                                  | Millor actriu de repartiment                       | Paula Usero                                  | Nominat    |
| Premis Feroz (2021)                                  | Millor tràiler                                     | Juan Santiago                                | Nominat    |
| Premis Goya (2021)                                   | Millor pel·lícula                                  | La boda de Rosa                              | Nominada   |
| Premis Goya (2021)                                   | Millor direcció                                    | Icíar Bollaín                                | Nominada   |
| Premis Goya (2021)                                   | Millor actriu                                      | Candela Peña                                 | Nominada   |
| Premis Goya (2021)                                   | Millor actor secundari                             | Sergi López                                  | Nominat    |
| Premis Goya (2021)                                   | Millor actriu secundària                           | Nathalie Poza                                | Guanyadora |
| Premis Goya (2021)                                   | Millor actriu revelació                            | Paula Usero                                  | Nominada   |
| Premis Goya (2021)                                   | Millor guió original                               | Alicia Luna i Icíar Bollaín                  | Nominades  |
| Premis Goya (2021)                                   | Millor cançó original                              | "Que no, que no", composta per María Rozalén | Guanyadora |
| Premis Gaudí                                         | Millor pel·lícula en llengua no catalana           | La boda de Rosa                              | Nominada   |
| Premis Gaudí                                         | Millor direcció                                    | Icíar Bollaín                                | Nominada   |
| Premis Gaudí                                         | Millor guió                                        | Icíar Bollaín i Alicia Luna                  | Nominada   |
| Premis Gaudí                                         | Millor protagonista femenina                       | Candela Peña                                 | Guanyadora |
| Premis Gaudí                                         | Millor maquillatge i perruqueria                   | Amparo Sánchez                               | Nominada   |

## Rerefons
La pel·lícula realça la importància del paper de la dona en la societat, especialment en la seva figura com a cuidadora. Tracta de visibilitzar el treball fonamental que realitzen en les famílies i el seu rol estabilitzador. A través de la comèdia, fan una denúncia de la doble càrrega de treball que realitzen moltes dones del país: la de casa i la del treball.nuncia de la doble carga de trabajo que realizan muchas mujeres del país: la de casa y la del trabajo. Denuncien que, encara que les cures són tasca de la família, recauen sempre en les dones.
Les noces és una manera de revelar-se de manera més oficial, comprometent-se no sols davant un mateix sinó davant els altres, facilitant la comprensió de tercers gràcies al simbolisme amb una cerimònia tradicional.
En l'equip de la pel·lícula hi ha una gran presència femenina. A més de la directora i la coguionista, totes les productores són dones.